# ЧС6

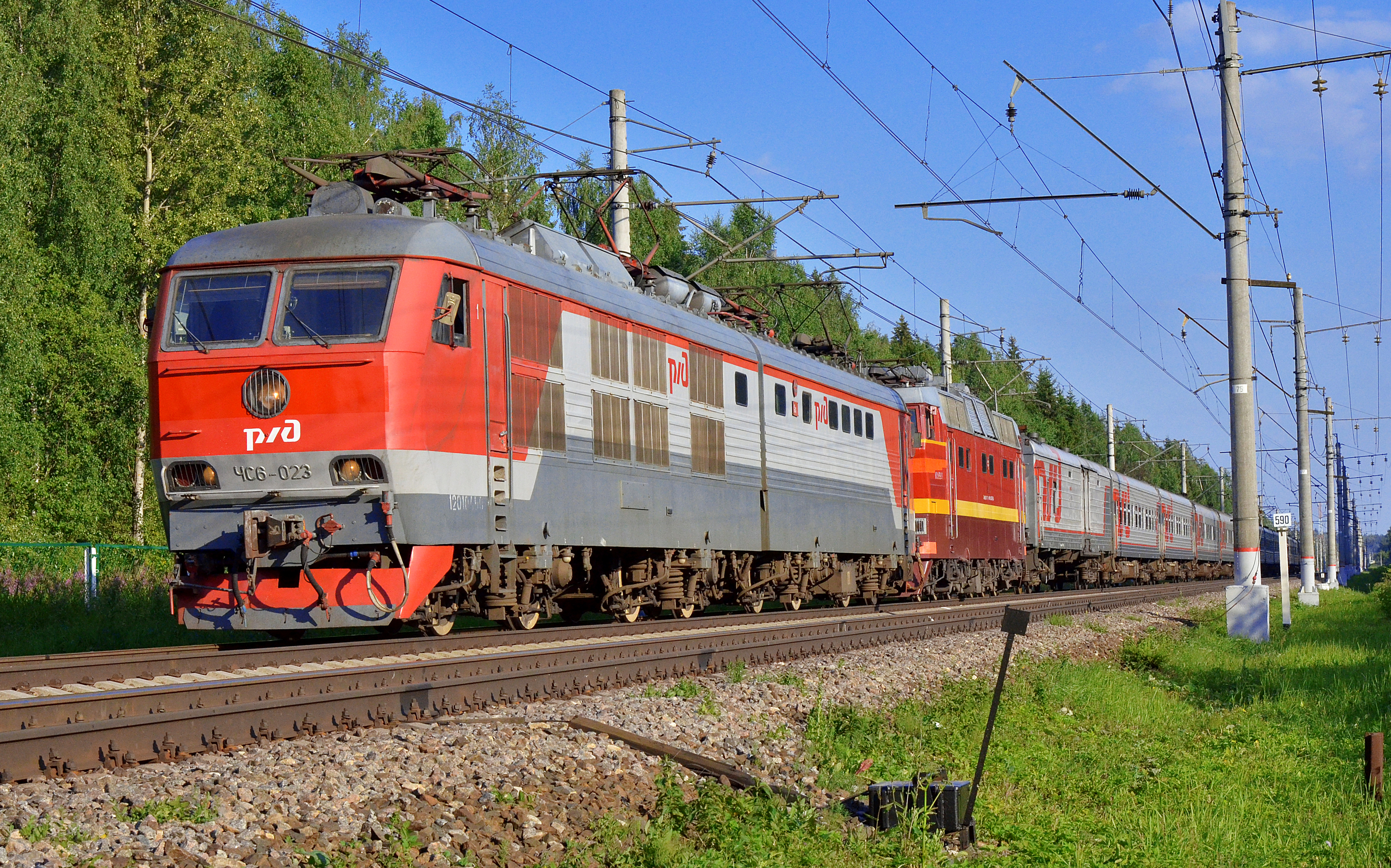
ЧС6-023 в окраске РЖД с электровозом ЧС2Т

ЧС6 (Чехословацкого производства, тип 6; заводские обозначения типа — 50E1, 50E2) — пассажирский двухсекционный восьмиосный электровоз постоянного тока, выпускавшийся чехословацким заводом Škoda с 1979 по 1981 год.

## История создания и выпуска
Желание повысить пропускную способность железных дорог за счёт уменьшения числа поездов и увеличения количества вагонов (до 25 в одном составе) послужило толчком к созданию нового электровоза с большей силой тяги на базе электровоза ЧС200 (для которого 20 вагонов были пределом рационального использования тяги). Таким электровозом стал ЧС6 заводской серии 50E, первые образцы которого были построены в 1979 году (тип 50E1). Первоначально серию хотели назвать ЧС160 по принятой для него максимальной скорости 160 км/ч.
В 1979 году была выпущена серия из 10 таких локомотивов (заводской тип 50E1). В 1981 году было выпущено ещё 20 электровозов ЧС6, отличавшихся конструкцией отдельных аппаратов, электрическими соединениями между секциями и наличием второго прожектора на крыше (заводской тип 50E2).

## Конструкция
По конструкции ЧС6 практически аналогичны ЧС200 и имеют минимум отличий в управлении и схемах. Этим объясняется отсутствие в серии 50E локомотива-прототипа (типа 50E0).
Основными отличиями нового электровоза от своего прародителя (ЧС200) стали:
- Изменение передаточного числа редуктора на 79:38 (2,079 вместо 1,786), что привело к уменьшению максимальной скорости с одновременным увеличением силы тяги;
- Наличие бандажей колёс;
- Другие токоприёмники (как на электровозах ЧС2Т);
- Отсутствие специальной локомотивной сигнализации АЛСН-200.

Как и ЧС200, ЧС6 выполняет трогание с места с тремя поднятыми токоприёмниками (первый, второй, четвертый по ходу движения) в режиме тяги обеими секциями. При достижении поездом скорости 5—10 км/ч первый по ходу движения токоприёмник опускается.

## Технические характеристики
- Максимальная сила тяги на скорости 5 км/ч — 420 кН.
- Максимальная сила тяги на 32-й позиции (70 км/ч) — 320 кН.
- Максимальная сила тяги при предельной скорости последовательного соединения (83 км/ч) — 220 кН.
- Сила тяги часового режима — 254,8 кН.
- Сила тяги длительного режима — 239 кН.
- Максимальная длительная сила тяги на скорости 160 км/ч — 165 кН.
- Максимальная длительная мощность реостатного тормоза — 7000 кВт.
- Максимальная кратковременная мощность реостатного тормоза — 10000 кВт.

## Эксплуатация

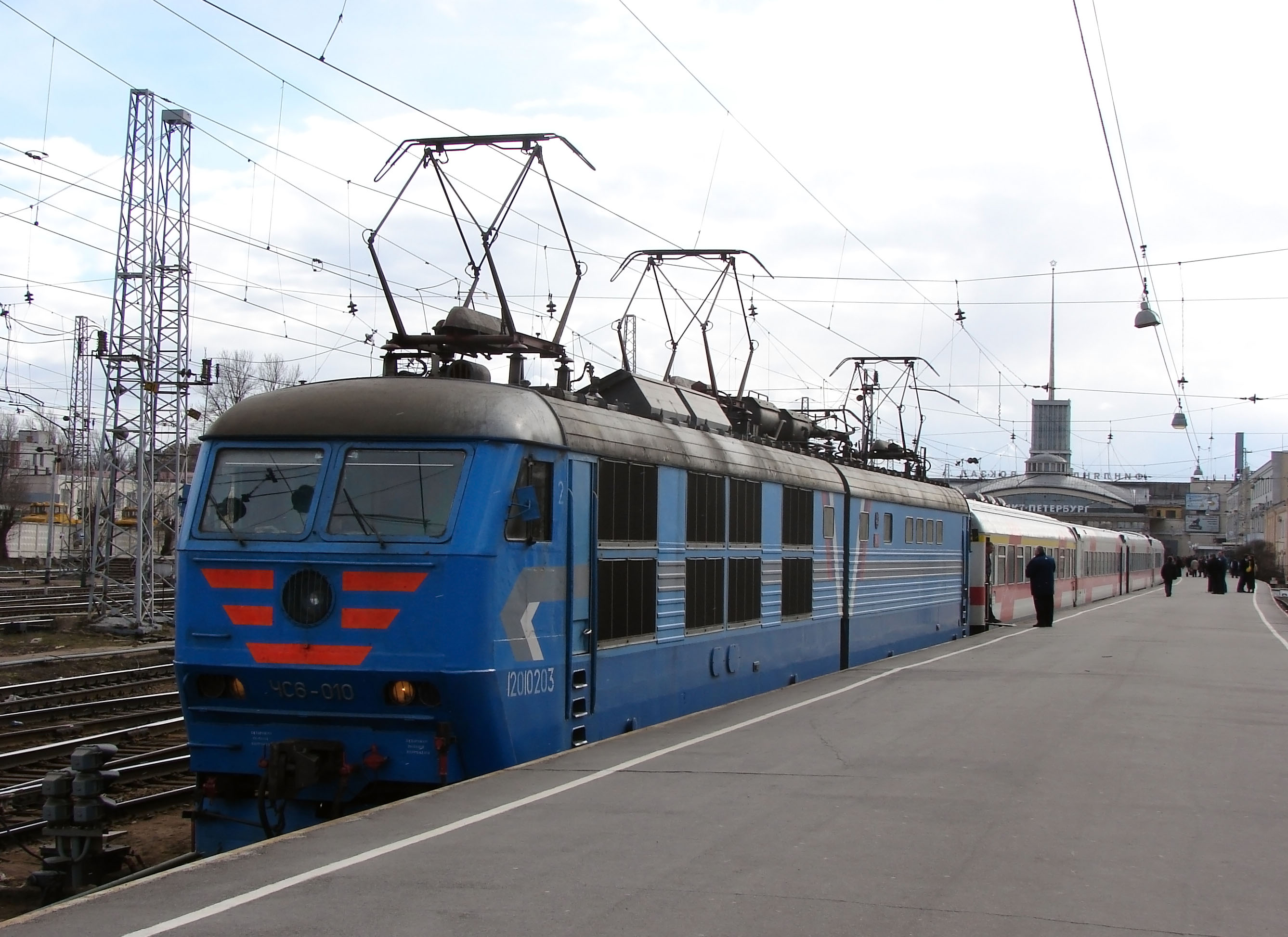
ЧС6-010 во главе поезда «Сибелиус» (Санкт-Петербург — Хельсинки) на Финляндском вокзале

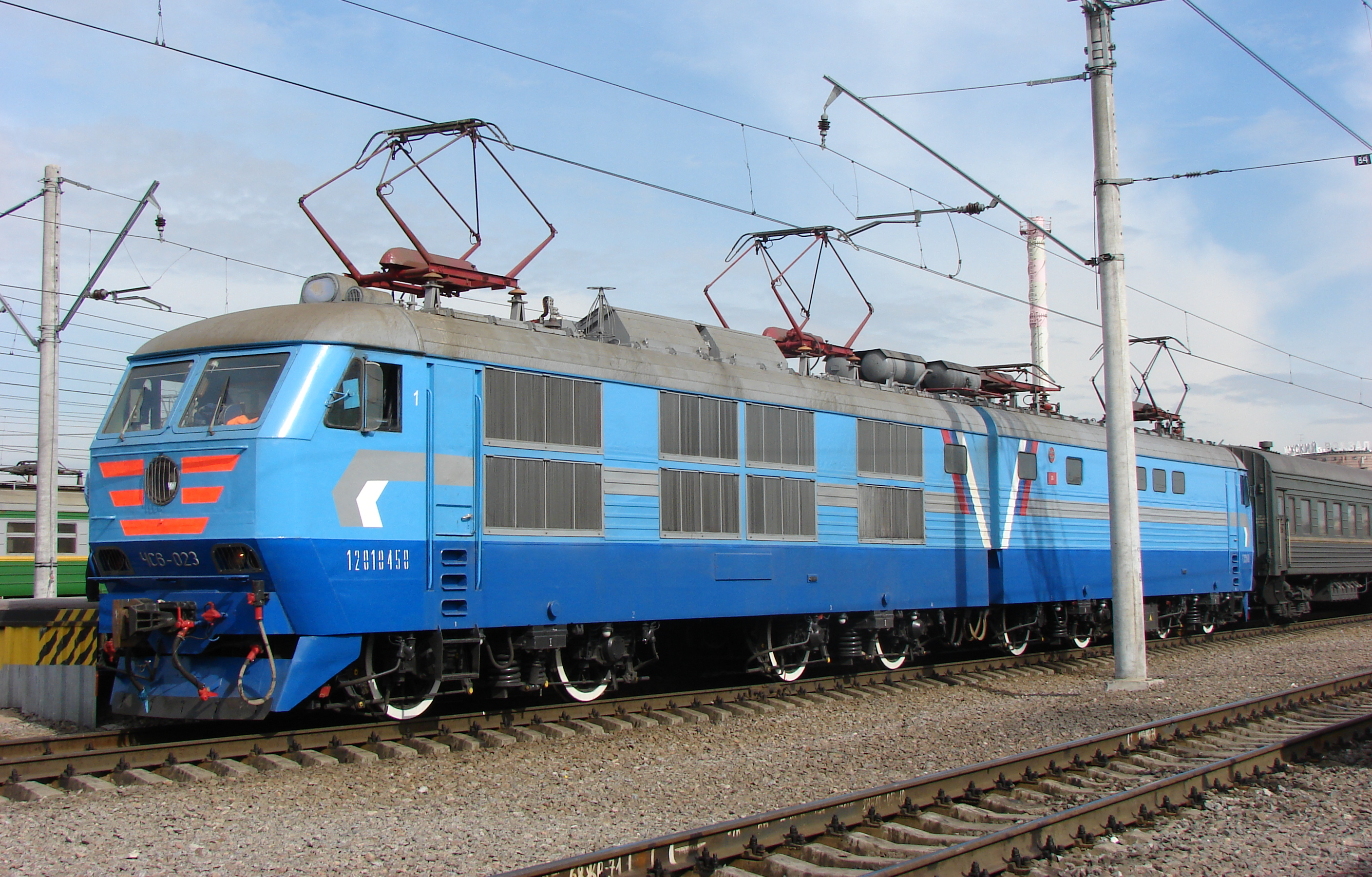
ЧС6-023 во главе поезда Мурманск - Санкт-Петербург на Ладожском вокзале

Первоначально локомотивы успешно работали в депо Ленинград-Пассажирский-Московский (ТЧЭ-8 ОКТ), однако в дальнейшем (1980 г.) часть электровозов ЧС6 передали в депо Туапсе (ТЧ-16 СКЖД), где из-за горного профиля дороги востребованы значительные тяговые усилия. Однако ограничения скорости величиной 40 км/ч на затяжных подъемах обесценили преимущества этих скоростных локомотивов. Так как на ходовых позициях последовательного соединения (соединение С) ЧС6 имеют характерные скорости от 52 км/ч, они не могли выйти на нормальный режим работы и эксплуатировались на соответствующих пониженным скоростям реостатных позициях с невысокой энергетической эффективностью. Выход на параллельное соединение без реостатов (от 115 км/ч) был практически нереален, так как на большинстве участков скорость ограничивалась 75 км/ч, и более 6200 кВт локомотив не реализовывал. Через некоторое время (1981 г.) все электровозы ЧС6 были возвращены в Санкт-Петербург, где работают по состоянию на 2015 год, обслуживая пассажирские линии Санкт-Петербург — Москва, Санкт-Петербург — Бабаево, Санкт-Петербург — Свирь и др.
По состоянию на ноябрь 2018 года в эксплуатации числятся семь машин ЧС6 (номера 004, 006, 013, 014, 019, 025 и 029); ЧС6-030 списан. Остальные находятся на базах запаса (например, Бологое-Полоцкое, Невель-I), либо в локомотивном депо Санкт-Петербург-Пассажирский-Московский (ТЧЭ-8 ОКТ) (консервация, с возможностью восстановления в движение). Следует отметить, что вторую секцию электровоза ЧС6-030 не стали разделывать в лом сразу (в отличие от первой), а доработали и включили в состав электровоза ЧС200-007 (вместо его разбитой второй секции). В таком виде ЧС200-007 водил поезда до 2016 года.